# Чаниж
Ча́ниж — село в Україні, у Буській міській громаді Золочівського району Львівської області. Орган місцевого самоврядування — Буська міська рада. Населення становить 683 особи.

## Географія
Село розташоване за 83 км від обласного центру, 48 км від районного центру та 16 км від адміністративного центру міської громади. За 25 км знаходиться найближча залізнична станція Красне.

## Населення
У 1880 році у селі мешкала 691 особа, у 1939 році — 1390 осіб, з них: 1110 українців, 15 поляків, 250 польських колоністів, 130 латинників та 15 євреїв, у 1960-х роках — 874 особи. За даними всеукраїнського перепису населення 2001 року у Чанижі мешкало 683 особи.
Мова
Розподіл населення за рідною мовою за даними перепису 2001 року був наступним:
| українська | 680 | 99,56 |
| російська  | 3   | 0,44  |

## Історія
Документальні джерела вперше згадують про Чаниж 1476 року.Село не обійшли стороною ані Люблінська унія 1569 року, ані поділи Речі Посполитої, після першого з них, 1772 року Чаниж, разом з усією Галичиною увійшов до складу Монархії Габсбургів, від 1804 року — у складі Австрійської імперії, з 1867 — Австро-Угорської імперії, у складі якої перебував до листопадових подій 1918 року.
У 1848 році австрійська влада скасовує панщину в Галичині, на Закарпатті та Буковині. В пам'ять про подію на пагорбі, південніше села, було встановлено дерев'яний хрест, який був знищений за радянських часів та відновлений лише у 1990 році на старому місці.
На початку 1880-х років власником села був Генрик Мієр, діяла однокласова філіальна школа.
По завершені першої світової війни, розпаді Австро-Угорської імперії у 1918 році, та падінню ЗУНР 1919 року землі Галичини, за умовами Ризького мирного договору, підписаного 18 березня 1921 року, на 25 років приєднувалися на правах автономії до Польщі. Після закінчення цього терміну їх статус повинен був визначитися згідно з волею місцевого населення. У складі Другої Речі Посполитої Чаниж входить до Кам'янко-Струмилівського повіту Тернопільського воєводства на правах самостійної одиниці, а після реформи 1934 року об'єднується разом з селами Адами, Грабова, Гута, Полонична, Мазярня Ваврикова, Соколя та Волиця-Деревлянська в сільську гміну Грабова того ж повіту і воєводства. Незважаючи на задеклароване рівноправ'я, права українського населення у Польській державі часто утискалися, а порушення з боку поляків просто ігнорувалися. Про Чаниж в контексті цієї проблеми згадується у часописі «Український щоденник Свобода» від 2 серпня 1938 року. В замітці під назвою «Гуляють безкарно» розповідається про конфлікт між селянами з українського Чанижа та польських сіл Вархоли та Собашки (нині не існують). Останні, незважаючи на протести, випасали худобу на чанизьких сіножатях та навіть побили одного селянина. Оповідається, що скарги на незаконні дії поляків були безрезультатними та навіть після приїзду старости селяни з польських сіл продовжували нахабно випасати худобу на сіножатях.
1 вересня 1939 року нападом Німеччини на Польщу було покладено початок другій світовій війні. Трохи пізніше, 17 вересня того ж року, Червона Армія перейшла радянсько-польський кордон окупувавши західноукраїнські землі, що були на той час в складі Польської держави. Так відбувся поділ Польщі між СРСР та Німеччиною згідно з Пактом Молотова — Ріббентропа і так почався радянський період в історії Західної України загалом і Чанижа зокрема.
4 грудня 1939 року було утворено Львівську область до складу якої увійшов Чаниж. Після нападу Німеччини на Радянський Союз, 22 червня 1941 року, Чаниж опинився в німецькій окупації. Німці розділили Українську територію на дві частини — рейхскомісаріат Україна і дистрикт Галичина в складі останнього і перебував Чаниж до повернення Радянської влади в середині 1944 року.
До періоду «других совітів» належить документ ДАЛО, цитату з якого наведено нижче:
«11.04.45 г. Для выяснения действительного положения 10.04 была послана опергруппа РО НКВД, которая установила, что группа бойцов ИБ Лопатинского РО НКВД, в составе до 40 человек, под руководством старшего группы Феликса, по национальности поляк, из уголовников, совместно с конным подразделением, 9 апреля ворвались в село Чаныж и под предлогом борьбы с бандой стали производить поджог домов и сараев ни в чем не повинных граждан. Одновременно оцепив село и не выпуская населения из села. На просьбы населения прекратить расправу и доказательства, что бандитов здесь нет, у некоторых мужья и сыновья в КА и ИБ, во внимание не принимались. Дома жгли, имущество захватывали».
У 1944 році утворена Чанизька сільська рада, якій підпорядковувалися села Гаївське, Заводське, Лісове та Стовпин. У Чанижі діяв колгосп імені XXII з'їзду КПРС, що спеціалізувався на вирощуванні зернових культур та цукрового буряка, а також на м'ясо-молочному тваринництві.
У 1963—1966 роках Чаниж перебував у складі Бродівського району, у 1966—2020 роках — у складі Буського району, від 2020 року — у складі Золочівського району Львівської області. 22 грудня 1992 року після утворення Заводської сільської ради, села Заводське та Гаївське виходять із підпорядкування Чанизької сільської ради.
У селі діє Чанизький заклад загальної середньої освіти I—II ступенів, бібліотека та клуб на 250 місць.

## Пам'ятки, визначні місця

### Церква Успіння Пресвятої Богородиці
В Чанижі на карті 1783 року церква позначена на тому ж місці, де розташована сучасна. У шематизмах 1924 та 1927 років зазначено, що дерев'яна церква в Чанижі відновлена 1878 року, у шематизмі 1932 року, що ця церква збудована 1878 року. За іншими даними, то будівництво церкви розпочалося 26 червня 1879 року. Нову чанизьку церкву Успіння Пресвятої Богородиці освятили 27 серпня 1881 року. Церква дерев'яна, ззовні оббита гонтом. Розпис храму у 1903 році зробив маляр Іван Якимчук. Його пензлю належить також і намальований того ж року іконостас. На південний захід від церкви розташована дерев'яна двоярусна дзвіниця.
Від часу приходу «других совітів» й до 1959 року у Чанижі душпастирював греко-католицький священик о. Володимир Теленко. Після його арешту був призначений православний священик о. Романюк. Він не міг виконувати свої обов'язки, через те, що люди його не прийняли. З цієї причини 1962 року храм закрили. У часи підпілля опікувався парафією о. Володимир Теленко, якого звільнили з-під арешту.
У 1988 році храм дозволили відкрити, але богослужіння почали відправляти православні священики. Того ж року до храму з південного боку добудували праве захристя, а художній розпис церкви був відновлений Всеволодом Луцівим. Від 1992 року церква належить релігійній громаді Української греко-католицької церкви парафії Успіння Пресвятої Богородиці і від того часу у селі Чаниж душпастирювали греко-католицькі священики: о. Теодозій Івашків, о. Володимир Модла, о. Юрій Колачник, з 2005 року — о. Михайло Паталай.

## Відомі люди
- Сосновський В. І. — учасник громадянської війни в Іспанії 1936—1939 років у складі інтернаціональної бригади[9].